# Hartmanni

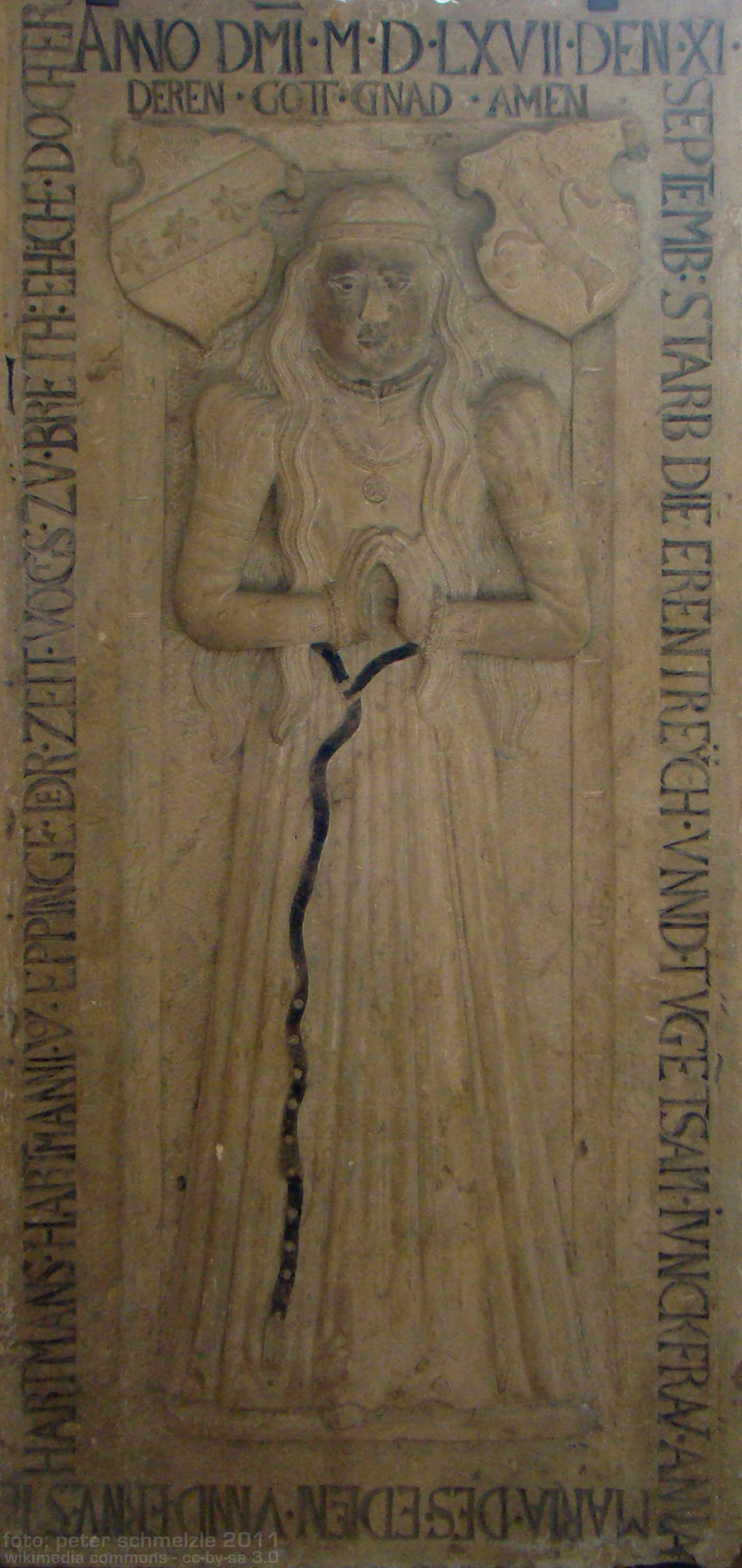
Grabplatte einer Hartmanni-Tochter in der Stiftskirche in Bretten

Die Hartmanni waren ein aus einer Ratsherren-Familie aus Eppingen abstammendes Juristengeschlecht.
Die Ratsherren- und Stadtschultheißenfamilie namens Beger oder Becker ist erstmals mit dem 1334 erwähnten Heinrich Beger in Eppingen nachweisbar. Der Erste, der seinen Namen von Becker in Hartmanni änderte, war um 1448 Andreas Hartmanni, später Rektor der Universität Heidelberg. Im 15. und 16. Jahrhundert brachte die Familie fünf namhafte Juristen hervor. Sie hatten höchste Ämter an der Universität Heidelberg, am Hofe der Pfalzgrafen der Oberpfalz und Kurfürsten der Kurpfalz sowie als Kanoniker in Heidelberg und Straßburg inne:
- Andreas Hartmanni (* um 1432; † 1495?) wurde sieben Mal zum Rektor der Heidelberger Universität gewählt und war einer der wenigen bürgerlichen Hofräte unter den Kurfürsten Friedrich I. dem Siegreichen und Philipp.
- Andreas Hartmanni (um 1443–1507) war Hofrichter und Generalvikar in Straßburg.
- Hartmannus Hartmanni (um 1472–1510) war Rechtsgelehrter und Kanoniker an der Heidelberger Heiliggeistkirche. Er stiftete ein bis 1949 bestehendes Stipendium an der Universität Heidelberg.
- Hartmannus Hartmanni der Ältere (um 1495–1547), Sohn des Rektors Andreas Hartmanni, war Professor an der Universität Heidelberg, wurde 1523 Hofrat des Pfalzgrafen Friedrich II., 1528 durch Kaiser Karl V. in den Adelsstand erhoben, um 1535 Kanzler der Oberpfalz und 1545 Kanzler der Kurpfalz, deren antipäpstliche Politik er maßgeblich prägte.
- Hartmannus Hartmanni der Jüngere (1523–1586), Sohn des Älteren, war Jurist wie sein Vater, Assessor am Reichskammergericht in Speyer und Rat bei drei pfälzischen Kurfürsten.

Die Verwandtschaftsverhältnisse der fünf bedeutenden Hartmanni sind nur teilweise bekannt. Als sicher gilt, dass Rektor Andreas der Vater des Kanzlers Hartmannus und dieser wiederum der Vater des Kammergerichtsassessors Hartmannus ist. Die genaue verwandtschaftliche Stellung der beiden Kanoniker Andreas und Hartmannus untereinander sowie zu den vorgenannten ist unbekannt. Die Bruderschaft von gleichnamigen Hartmanni wird jedoch ausgeschlossen.
Nach der Familie ist das Hartmanni-Gymnasium in Eppingen benannt.